# Altstadtfriedhof Aschaffenburg

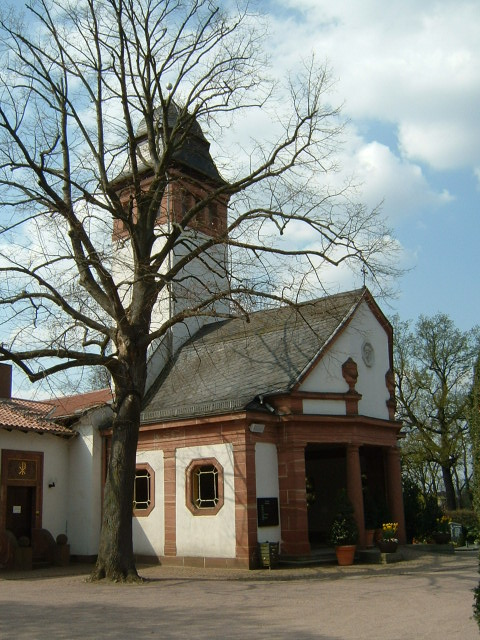
Trauerhalle auf dem Friedhof

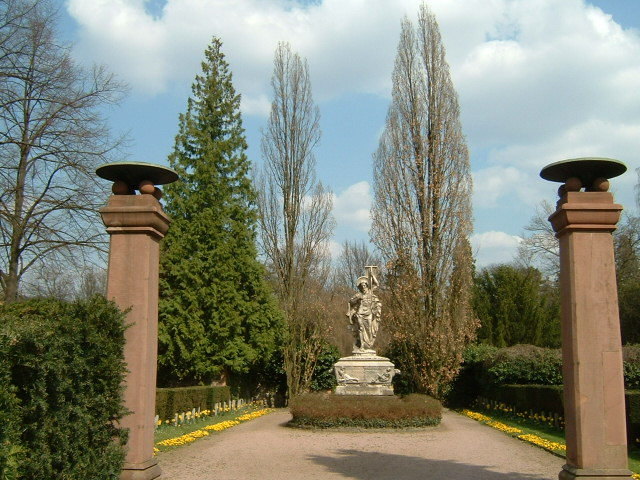
Eingangsbereich

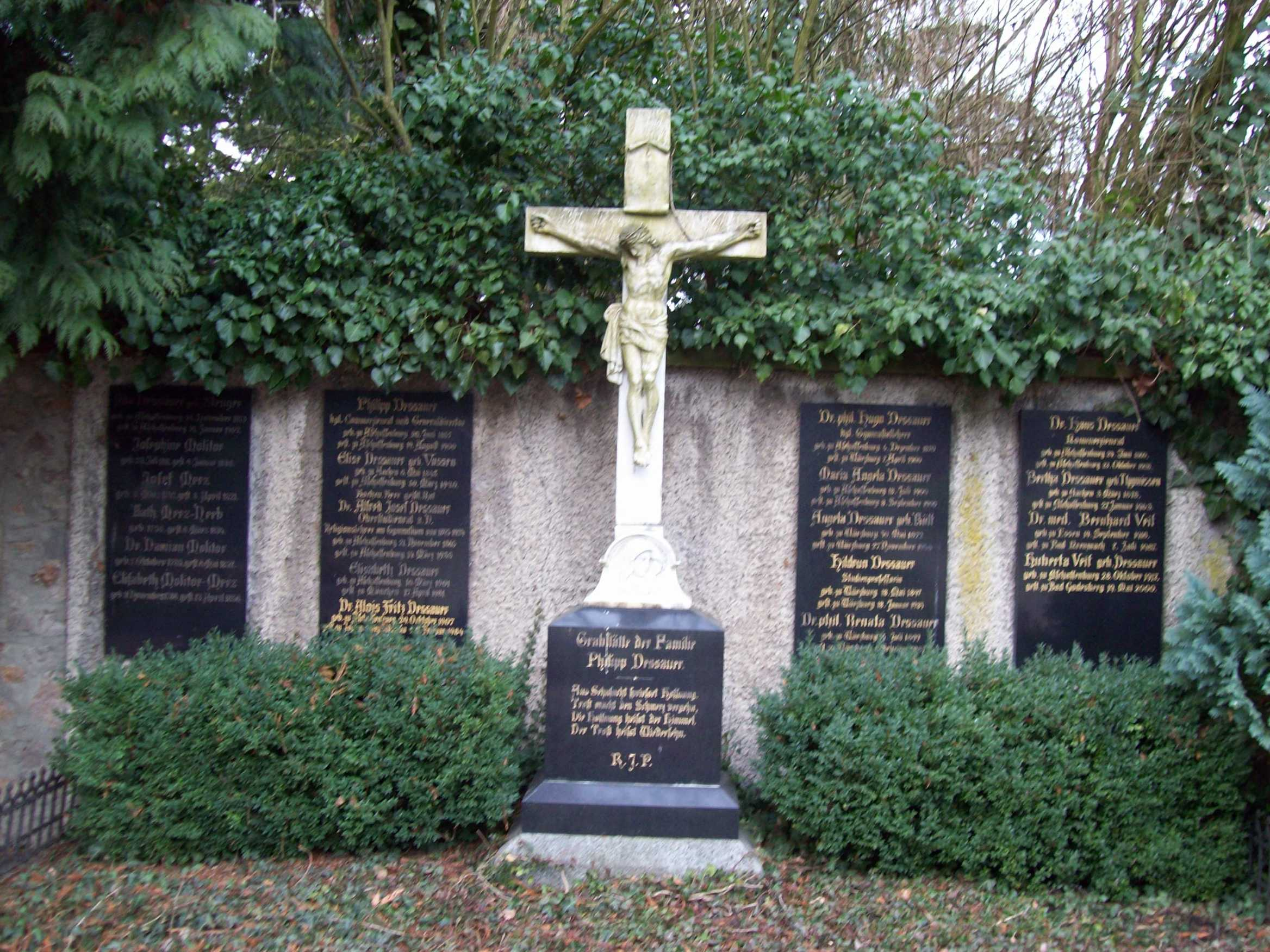
Grabmal von Philipp Dessauer

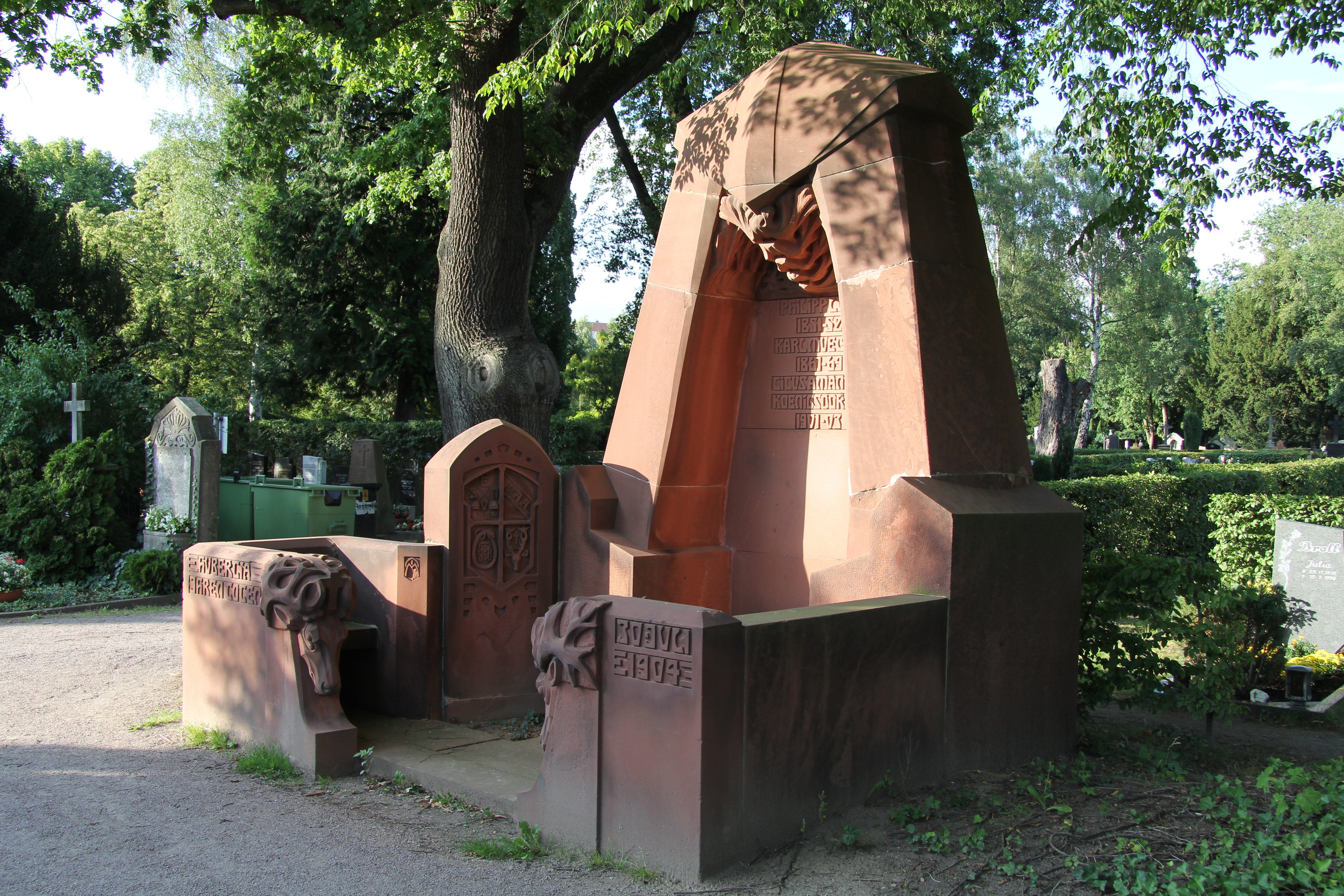
Jugendstilgrabmal der Studentenverbindung Corps Hubertia

Der Altstadtfriedhof Aschaffenburg ist eine von neun Begräbnisstätten in der unterfränkischen Stadt Aschaffenburg und gleichzeitig deren Hauptfriedhof. Der Altstadtfriedhof ist der älteste und größte Friedhof der Stadt, auch heute noch finden hier regelmäßig Beerdigungen statt.

## Lage
Der Friedhof befindet sich zentral in der Innenstadt von Aschaffenburg innerhalb des Stadtrings am Güterberg. An den Altstadtfriedhof grenzt zudem der Jüdische Friedhof von Aschaffenburg an.
Der Friedhof besitzt eine Gesamtgröße von ca. 36.000 m² und beheimatet die Gräber von etwa 5.000 Verstorbenen.

## Geschichte
Auf Anordnung des in Aschaffenburg residierenden Fürstprimas Karl Theodor von Dalberg sollten um 1800 die Kirchhöfe an der Muttergottespfarrkirche und St. Agatha geschlossen werden, der Kirchhof am Stift war bereits 1723 aufgehoben worden.
Man hatte bereits 4.000 Gulden in das „Seegarten-Projekt“ (zwischen dem Weg nach Schweinheim bis in Höhe der heutigen Pestalozzistraße und dem Schreibersgraben, der heutigen Brentanostraße) investiert, musste das Projekt aber aufgeben, da dort das Grundwasser bereits in 1,2 m Tiefe anstand. So erwarb die Stadt Aschaffenburg in einem Grundstückstausch das Merkel’sche Gartengrundstück auf dem Güterberg. Am 18. Juli 1809 weihte Weihbischof Joseph Hieronymus Karl Kolborn mit großer Feierlichkeit aller Pfarreyen die neue Begräbnisstätte in Aschaffenburg.
Bereits am Nachmittag des gleichen Tages wurde der Student Johann Philipp Will, ein Sohn des damaligen Departmentspräfekten Carl Joseph Wilhelm von Will, im neuen Friedhof beigesetzt. Der Präfekt war maßgeblich an der Planung und dem Bau des Friedhofs beteiligt gewesen. Das Grab befand sich „gegenüber“ der 1817 errichteten Elterngrabstätte, die heute noch besteht; das Grab des Sohnes wurde durch Kriegseinwirkung 1945 zerstört. Auch Weihbischof Kolborn (1816), Mitglieder der Dalberg-Familie, sowie weitere bedeutende Persönlichkeiten fanden hier ihre letzte Ruhestätte.
Der Friedhof wurde bereits vor 1845 in einem ersten Abschnitt nach Nordosten und in der Zeit nach 1878 in weiteren Abschnitten erweitert.
Während des Zweiten Weltkriegs wurde der Friedhof mehrfach von alliierten Bomben getroffen. Das Leichenhaus, errichtet 1913, wurde schwer beschädigt und erhielt bis 1991 seine ursprüngliche Gestalt zurück. Die im Krieg zum Einschmelzen bestimmte Glocke wurde zwar wiedergefunden, doch läutet heute bei Bestattungen eine gespendete neue Glocke.
Im Jahre 1948 beschloss die Stadt Aschaffenburg, mit Errichtung des Waldfriedhofs im Stadtteil Leider den Altstadtfriedhof zu schließen. Reihen- und Kindergräber wurden nicht mehr vergeben, 250 Gräber wurden eingeebnet, für Familiengräber (sog. Ewigkeitsgräber) gab es eine Schonfrist. Dieser Beschluss wurde teilweise wieder aufgehoben, es blieb aber bei „einer endgültigen Schließung bis zum Jahr 2000“. Die Auflassung wurde noch 1973 bestätigt, im April 1984 hob der Stadtrat sein Votum auf.

„Die Begründung führte die wachsende Bedeutung von Stadtteilfriedhöfen gegenüber zentralen Begräbnisstätten ins Feld, aber auch den Schutz als Kulturdenkmal. Es sei richtig, das Gewicht der Stadtteile zu stärken und der Vermassung und wachsenden Anonymität entgegenzuwirken. Zudem gebiete die Rücksicht auf den Denkmalcharakter und die historische Bedeutung den Erhalt.“

## Grabstätten bekannter Persönlichkeiten
Auf dem Altstadtfriedhof sind folgende bekannte Persönlichkeiten bestattet:
- Stephan Behlen (1784–1847), deutscher Forstpraktiker und Forstwissenschaftler
- Christian Brentano (1784–1851), Theologe, Schriftsteller und Publizist
- Clemens Brentano (1778–1842), Schriftsteller
- Franz Brentano (1838–1917), Philosoph und Psychologie
- Lujo Brentano (1844–1931), Nationalökonom
- Maria Ludovica Katharina Brentano von La Roche, Freifrau des Bordes (1787–1854), Schwester von Christian und Clemens
- Elisabeth Dering (1921–1997), Malerin
- Alois Dessauer (1763–1850), Bankier
- Friedrich Dessauer (1881–1963), Physiker und Reichstagsabgeordneter
- Philipp Dessauer (1837–1900), Unternehmer
- Hugo Dingler (1881–1954), Philosoph und Wissenschaftstheoretiker
- Hermann von Fürst (1837–1917), Forstwissenschaftler und Hochschullehrer
- Hugo Güldner (1866–1926), Ingenieur
- Wilhelm Heinse (1746–1803), Schriftsteller
- Adalbert Hock (1866–1949), Maler
- Sascha Juritz (1939–2003), Zeichner, Maler, Grafiker, Bildhauer, Steindrucker und Verleger
- Hugo Karpf (1895–1994), Politiker und Gewerkschafter
- Joseph Hieronymus Karl Kolborn (1744–1816), Staatsmann und Weihbischof des Bistums Mainz
- Wilhelm Matt (1872–1936), „Geheimer Rat“, Oberbürgermeister von Aschaffenburg von 1904 bis 1933
- Siegfried Rischar (1924–2009), Maler und Grafiker
- Marielies Schleicher (1901–1996), Politikerin
- Jean Stock (1893–1965), Politiker
- Gustav Trockenbrodt (1869–1904), Schriftsteller
- Jean Vauchel (1782–1856), Geigenbauer
- Adalbert von Herrlein (1798–1870), Bürgermeister von Aschaffenburg von 1835 bis 1864
- Friedrich von Medicus (1847–1904), Bürgermeister von Aschaffenburg von 1877 bis 1904
- Carl Constantin Victor von Mergenbaum (1778–1845), Mäzen

Auf dem Friedhof befinden sich zahlreiche Grabdenkmäler und Gruftkapellen vom Klassizismus bis zum späten Jugendstil (Grabmal des Corps Hubertia) und Historismus, sowie Soldatengräber aus Kriegen des 19. Jahrhunderts und ein Ehrenfriedhof mit Gräbern von Gefallenen der beiden Weltkriege, die in den Kämpfen um Aschaffenburg ihr Leben ließen. Das zentrale Ehrenmal mit einer Figur des auferstandenen Christus schuf 1923/24 der Würzburger Bildhauermeister Ludwig Sonnleitner (1878–1947).